# Paul Poincy

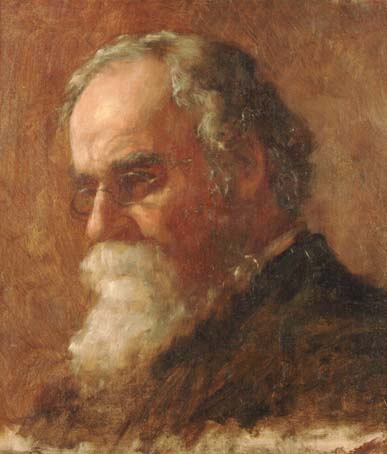
Paul Poincy (Andres Molinary, um 1900)

Paul E. Poincy (* 11. März 1833 in New Orleans; † 14. November 1909 ebenda) war ein US-amerikanischer Maler und Kunstlehrer.

## Leben
Paul Poincy wurde 1833 als Creole in New Orleans geboren. Er stammte aus einer gebildeten, wohlhabenden Familie französischer Abstammung.
In seiner Kindheit besuchte Poincy Jesuitenschulen in Grand Coteau, Louisiana, und in St. Louis. Von ca. 1852 bis 1858 studierte er in Paris an der École des Beaux-Arts, bei Gleyre, Cogniet und Rodolphe Julian. Im Januar 1859 kam er in seine Heimatstadt und eröffnete gemeinsam mit Richard Clague ein Atelier. Nach Ausbruch des Bürgerkrieges diente er in der Confederate States Army. Danach kehrte er nach New Orleans zurück und arbeitete wieder als Maler. Er war einer der Initiatoren der 1880 gegründeten Künstlergruppe Southern Art Union.  1885 gründete er zusammen mit Bror A. Wikstrom, Andres Molinary und Achille Peretti die New Orleans Artists’ Association, eine Organisation, die bis 1905 jährliche Ausstellungen veranstaltete und eine Kunstschule unterhielt, an der Poincy lehrte. Er war Mitglied der Auswahljury für die Tennessee Centennial Exposition (1897).

## Werk
Paul Poincy malte vor allem Porträts (insbesondere von Kindern), Landschafts- und Genrebilder mit Motiven aus New Orleans sowie religiöse Darstellungen. Zahlreiche seiner Werke wurden in Kirchen und öffentlichen Gebäuden von New Orleans ausgestellt. Zu seinen bekanntesten Werken gehört das großflächige Bild Volunteer Firemen’s Parade, das er 1872 gemeinsam mit Victor Pierson schuf. Mehrere Bilder von Paul Poincy befinden sich im Besitz des Louisiana State Museums.

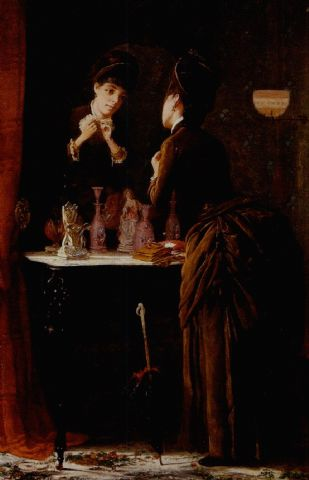
Elegant Southern Lady (Öl auf Leinwand, 1886)
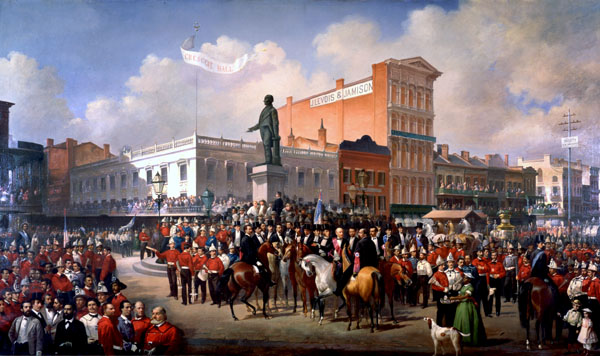
Volunteer Firemen’s Parade, March 4th 1872 (mit Victor Pierson, 1872)
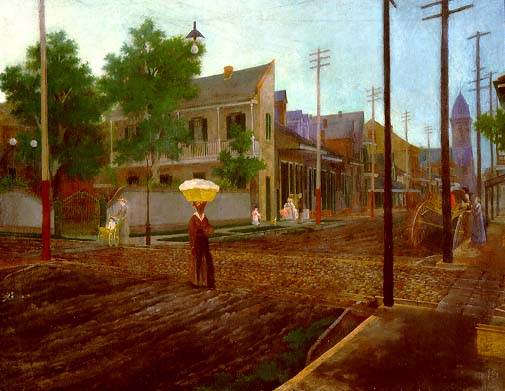
St. Claude and Dumaine Streets, Faubourg Tremé (1895)
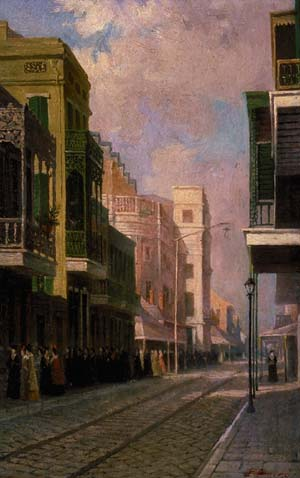
Ladies Leaving the French Opera House (Öl auf Leinwand, 1895)

## Ausstellungen (Auswahl)
- Seebold’s (1879–1880)
- Lilienthals (1883)
- Artists’ Association of New Orleans (1886–1887, 1890–1892, 1896–1897, 1899, 1901)
- Tulane University (1892)
- Tennessee Centennial Exposition, Nashville (1897)
- Moses & Son (1901)